# Haplodrassus silvestris
Espèce
Synonymes
- Drassus sylvestris Blackwall, 1833
- Filistata dubia Wider, 1834
- Drassus infuscatus Westring, 1861
- Drassus criminalis O. Pickard-Cambridge, 1875

Haplodrassus silvestris est une espèce d'araignées aranéomorphes de la famille des Gnaphosidae.

## Distribution
Cette espèce se rencontre en Europe et en Turquie.

## Description
Les mâles mesurent de 6,2 à 8 mm et les femelles de 6,8 à 10 mm.

## Publication originale
- Blackwall, 1833 : Characters of some undescribed genera and species of Araneidae. The London and Edinburgh Philosophical Magazine and Journal of Science, sér. 3, vol. 3 p. 104-112, 187-197, 344-352 & 436-443.